# Lasvegaský reset
Lasvegaský reset je dvacátý první díl druhé řady amerického televizního seriálu Teorie velkého třesku. V této epizodě hostuje Jodi Lyn O’Keefe. Režisérem epizody je Mark Cendrowski.

## Děj
Leslie s Howardem ukončila jejich "přátelství s výhodami", což jej uvrhne do špatné nálady. Aby mu pozvedli náladu, rozhodnou se Leonard s Rajem vzít ho do Las Vegas. Oba zde na baru potkají prostitutku (Jodi Lyn O’Keefe), kterou najmou pro Howarda. Ačkoliv mu dojde, že jde o prostitutku, klukům poděkuje, že mu domluvili "rande". Mezitím si Sheldon doma užívá prázdného bytu, dokud se mu nepovede zavřít si v něm klíče. Penny mu dovolí zůstat přes noc u ní v bytě (v její posteli, ona spí na gauči, neboť je pro Sheldona příliš krátký) a usoudí, že ona je tou, kdo nejlépe chápe slova "přátelé s výhodami".

## Obsazení
| Johnny Galecki   | Leonard Hofstadter |
| Jim Parsons      | Sheldon Cooper     |
| Kaley Cuoco      | Penny              |
| Simon Helberg    | Howard Wolowitz    |
| Kunal Nayyar     | Raj Koothrappali   |
| Jodi Lyn O’Keefe | Mikayla            |